# Max Hjelm
Max Hjelm, född 5 juni 1997, är en svensk skribent som bland annat varit ledarskribent på Dagens Nyheter och Vestmanlands Läns Tidning. Sedan hösten 2024 är han kulturredaktör för tidskriften Liberal Debatt.
Hjelm har en masterexamen i statsvetenskap från Uppsala universitet. 2022 var han med och återstartade Föreningen Verdandi, och blev därmed den återstartade föreningens första ordförande. Samma år kom han tvåa i Uppsalas studenttidning Ergos novelltävling med novellen Från utkikstornet.